# Syedra
Syedra Simon, 1884 è un genere di ragni appartenente alla famiglia Linyphiidae.

## Distribuzione
Le otto specie oggi note di questo genere sono state rinvenute in regione paleartica e nell'ecozona afrotropicale: la specie dall'areale più vasto è la S. gracilis, reperita in varie località della regione paleartica.

## Tassonomia
L'inserimento dell'ex-genere Tapinasta Simon, 1894 quale sinonimo posteriore di Syedra Simon, 1884, e non più del genere Centromerus Dahl, 1886, proposto da Saaristo & Tanasevitch in un loro lavoro (1996b), non è stato accompagnato da adeguate giustificazioni a supporto, per cui in questa sede non se ne tiene conto.
Dal 2008 non sono stati esaminati esemplari di questo genere.
A dicembre 2012, si compone di otto specie:
- Syedra apetlonensis Wunderlich, 1992 — Austria, Slovacchia
- Syedra caporiaccoi Kolosváry, 1938 — Bosnia-Erzegovina
- Syedra gracilis (Menge, 1869)[3] — Regione paleartica
- Syedra myrmicarum (Kulczyński, 1882) — Europa Centrale
- Syedra nigrotibialis Simon, 1884 — Corsica
- Syedra oii Saito, 1983 — Cina, Corea, Giappone
- Syedra parvula Kritscher, 1996 — Malta
- Syedra scamba (Locket, 1968) — Congo

### Sinonimi
- Syedra rutilalus (Zhu & Tu, 1986); trasferita dal genere Lepthyphantes Menge, 1866 e posta in sinonimia con S. oii Saito, 1983 a seguito di uno studio di Eskov (1992b).[1].